# Ichthyosaura alpestris
El tritón alpino (Ichthyosaura alpestris) es una especie de tritón originaria de Europa continental e introducida en Gran Bretaña y Nueva Zelanda. Los adultos miden de 7 a 12 cm (2.8 a 4.7pulgadas) y suelen ser de color gris oscuro a azul en el dorso y los costados, con el vientre y la garganta anaranjados. Los machos son de colores más llamativos que las hembras monótonas, especialmente durante la temporada de reproducción.
El tritón alpino se encuentra tanto a gran altura como en las tierras bajas. Al vivir principalmente en hábitats de tierras boscosas durante la mayor parte del año, los adultos migran en estanques, lagos o cuerpos de agua similares para reproducirse. Los machos cortejan a las hembras con una exhibición ritualizada y depositan un espermatóforo. Después de la fertilización, las hembras suelen doblar sus huevos en hojas de plantas acuáticas. Las larvas acuáticas crecen hasta 5 cm (2.0 pulgadas) en aproximadamente tres meses antes de metamorfosearse en efts juveniles terrestres, que maduran en adultos alrededor de los tres años. En la cordillera del sur, los tritones a veces no se metamorfosean, sino que mantienen sus branquias y permanecen acuáticos como adultos pedomórficos. Las larvas y los adultos se alimentan principalmente de diversos invertebrados y ellos mismos son presa de larvas de libélula, grandes escarabajos, peces, serpientes, aves o mamíferos.
Las poblaciones del tritón alpino comenzaron a divergir hace unos 20 millones de años. Se distinguen al menos cuatro subespecies, y algunos argumentan que hay varias especies crípticas distintas. Aunque todavía es relativamente común y está clasificado como de menor preocupación en la Lista Roja de la UICN, las poblaciones de tritones alpinos están disminuyendo y se han extinguido localmente. Las principales amenazas son la destrucción de hábitat, la contaminación y la introducción de peces como la trucha en los criaderos.

## Hábitos
Pasan la mayor parte del tiempo en el agua, cuya temperatura no debe superar los 20-25 °C. Se alimenta de pequeños invertebrados, larvas de mosquito y pequeños insectos.
Cuando están en tierra son extremadamente vulnerables, ya que por su tamaño y lentitud en superficies rugosas son presa fácil para las aves y otros animales depredadores.
La reproducción se produce en primavera. El macho desarrolla su cresta en esta época y sus colores se intensifican. Realiza el cortejo en presencia de la hembra,colocándose frente a la misma y moviendo el extremo de la cola para llamar su atención. Durante todo el cortejo un dato curioso es que el macho y la hembra no tienen contacto físico, sino que el esperma es depositado en la grava y la hembra lo recoge.
El comportamiento de estos tritones es tranquilo. En general no son voraces, aunque en períodos en los que escasea el alimento pueden darse casos de competencia por el mismo. Los machos pueden competir ante la presencia de hembras para cortejarlas.

## Vida en cautiverio

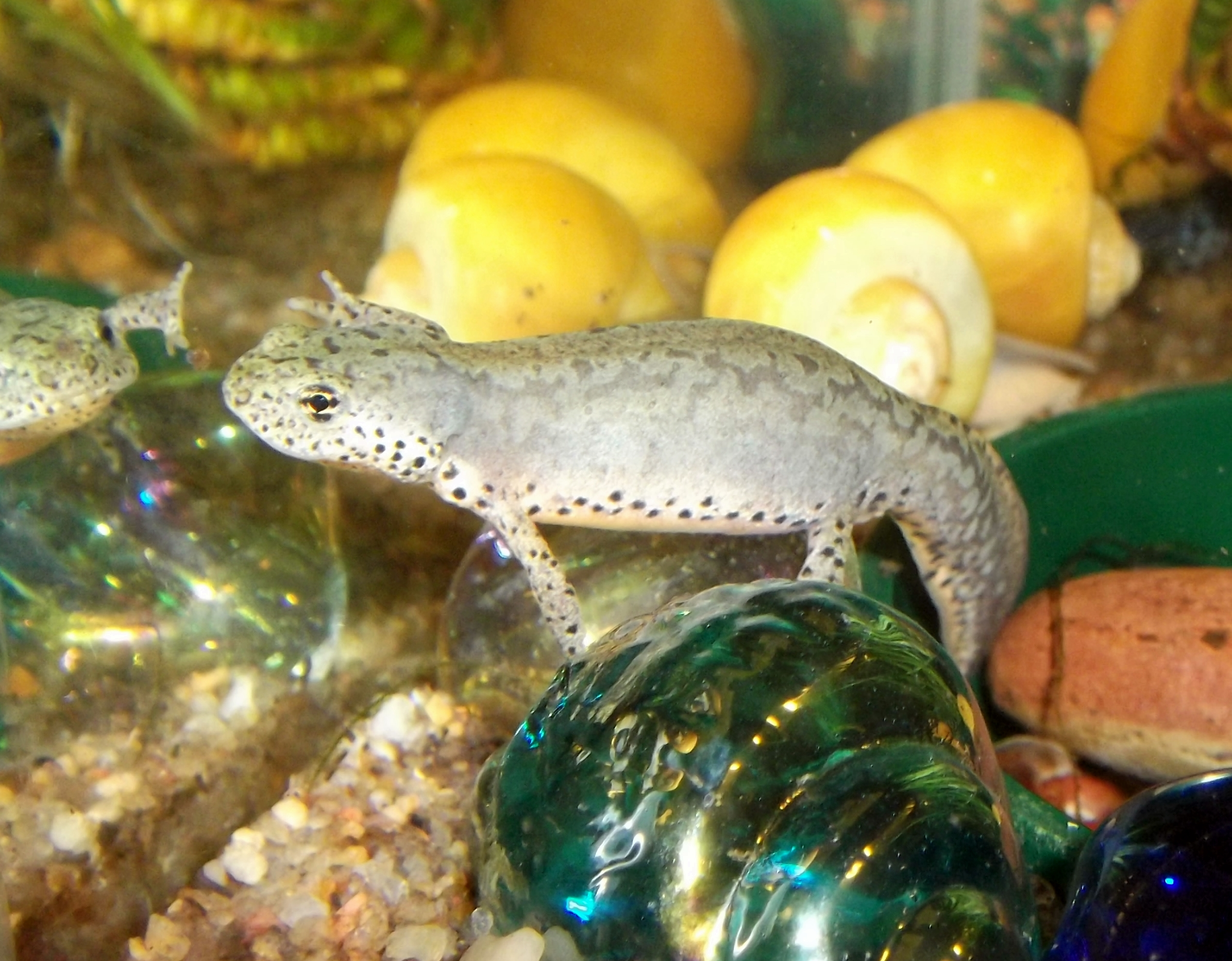
Ichthyosaura alpestris (hembra)

Estos tritones no exigen grandes cuidados, basta con un acuario de 10 litros por pareja. En el caso de elegir un acuaterrario, es conveniente vigilar a cada individuo, ya que una vez que salen del agua no es fácil lograr que se alimenten, lo que puede provocar su desnutrición y hasta su muerte por inanición.
Cuando están en su fase acuática, que de hecho pueden ser acuáticos durante toda su vida, es el momento con menor dificultad para mantenerlos. Se alimentan con tubifex (vivo) o lombrices pequeñas. Algunos aceptan pellets también. Se deben alimentar cada tres o cuatro días.
Si bien no es necesario el uso de filtros de ningún tipo, su uso permite que el acuario se mantenga limpio por más tiempo.
La iluminación del acuario es un aspecto a tener en cuenta. Si bien las luces permiten visualizar mejor a cada individuo, y son fundamentales para el crecimiento de las plantas, lo más probable es que intenten ocultarse de las partes iluminadas.
Las plantas acuáticas serán de utilidad, no solo como refugio sino como luger específico para la puesta de huevos. Cuando se realice la puesta, después del cortejo, es aconsejable separarlos de sus progenitores para evitar que las larvas nazcan y sean devoradas por sus padres.
Si bien no son propensos a contraer enfermedades, puede darse el caso de que contraigan parásitos. Esto puede ocurrir al colocar un nuevo sustrato, plantas, ejemplares nuevos, caracoles, mala higiene en los alimentos, etc. Lo recomendable sería lavar cada elemento que va a introducirse en el agua para minimizar posibilidades. 

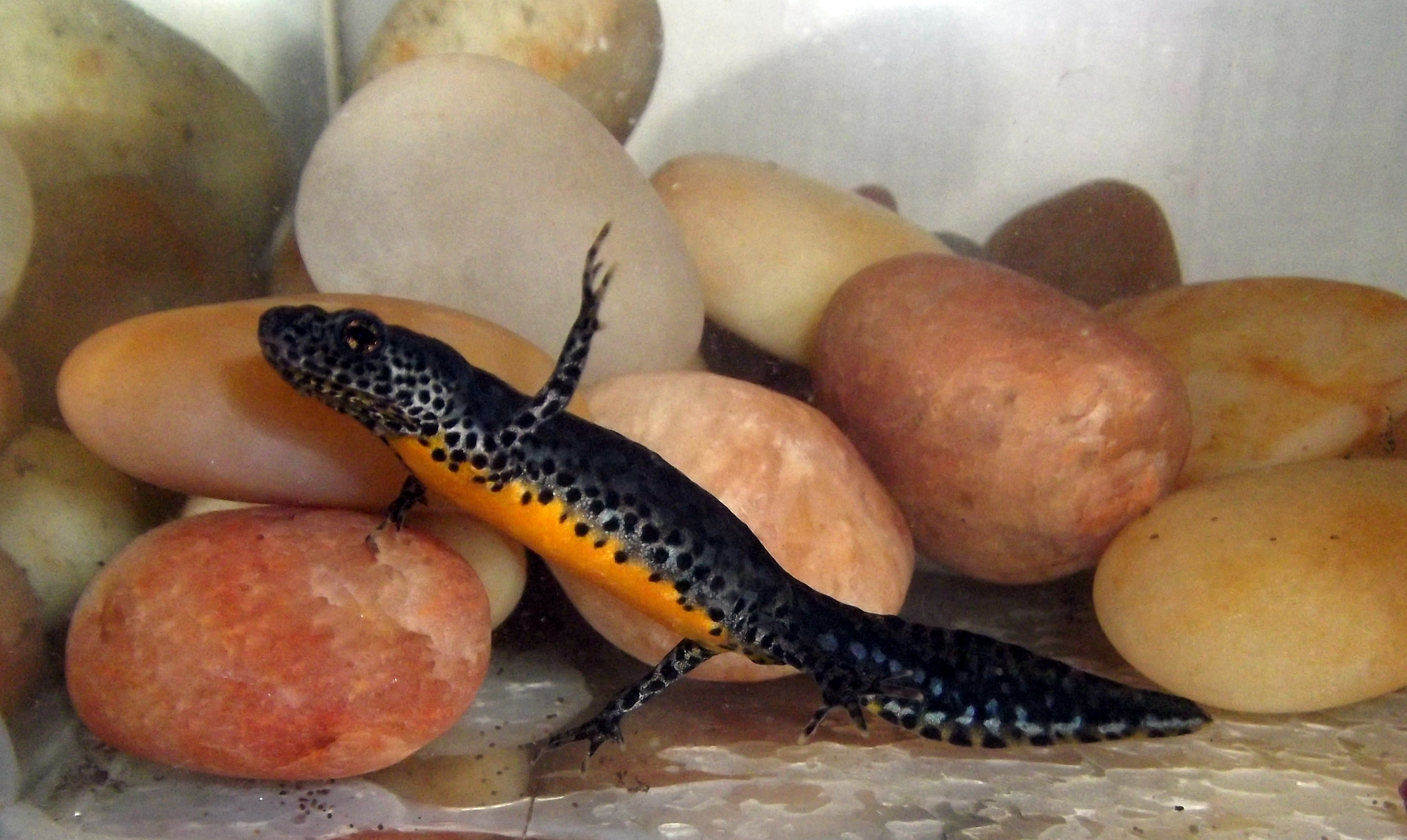
Ichthyosaura alpestris (macho)

## Subespecies
- I. a. alpestris (Laurenti, 1768) (Alpes, Europa central)
- I. a. apuanus (Gray, 1850) (Italia)
- I. a. cyreni (Wolterstoff, 1932) (España)
- I. a. inexpectatus (Dubois & Breuil, 1983) (Calabria)
- I. a. lacusnigri (Dely, 1960) (Balcanes)
- I. a. montenegrinus (Radovanovic, 1951) (Montenegro)
- I. a. piperianus (Radovanovic, 1961)
- I. a. reiseri (Schreiber, 1912) (Bosnia)
- I. a. serdarus (Radovanovic, 1961)
- I. a. veluchiensis (Wolterstorff, 1935) (Grecia)